# Hermann Schaefer
Pour les articles homonymes, voir Schaefer.
Hermann Schaefer (1885-1962) est un général allemand de la Seconde Guerre mondiale. Officier d'état-major de la 10e armée allemande de septembre 1939 à mai 1944, il fut nommé commandant de la Feldkommandantur 589 en août 1944.

## Biographie
Fils d'un officier du 36e régiment de fusiliers, Hermann Schaefer naît le 12 septembre 1885, à Metz, une ville de garnison animée d'Alsace-Lorraine. Avec sa ceinture fortifiée, Metz est alors la première place forte du Reich allemand, constituant une véritable pépinière d'officiers supérieurs et généraux. Suivant les traces de son père, Hermann Schaefer s'engage naturellement dans l'armée royale prussienne, en tant que Fahnenjunker, en mars 1907. Il est promu Leutnant, sous-lieutenant, le 21 avril 1908. En octobre 1913, Schaefer est versé dans un bataillon de fusiliers marins à Kiel, avant d'être envoyé avec un corps expéditionnaire au Cameroun.

### Première Guerre mondiale
En novembre 1914, Hermann Schaefer est promu au grade de Oberleutnant, lieutenant. En juin 1915, il est fait prisonnier et envoyé dans un camp. Il est finalement libéré en mars 1918. En avril 1918, Schaefer est promu Hauptmann, capitaine, avec reprise d'ancienneté depuis avril 1916. Le capitaine Schaefer prend la tête d'un bataillon du 3e Magdeburgischen Infanterie-Regiment Nr. 66. Fin juin 1918, le capitaine Schaefer est ensuite transféré à l’état-major du Groupe d'Armées Eichhorn. En juillet 1918, Hermann Schaefer est nommé commandant du IIIe bataillon du Landwehr-Infanterie-Regiment Nr. 379. En octobre 1918, il commande le Ier bataillon du Landwehr-Infanterie-Regiment Nr.2, où il reste jusqu'au printemps 1919. Durant ce conflit, Hermann Schaefer a reçu les croix de fer, de 2e et 1re classes.

### Entre-deux-guerres
En octobre 1919, Hermann Schaefer est maintenu dans son grade de capitaine dans la Reichswehr. Il sert comme commandant de compagnie au 104e Infanterie-Regiment. En 1920, il est nommé commandant de compagnie au 7e Schützen-Regiment, puis au 12e Infanterie-Regiment. Chef de compagnie dans ce régiment à Halberstadt, il est affecté à l'état-major du  11e Infanterie-Regiment, puis en 1923, au 8e Infanterie-Regiment à Francfort-sur-l'Oder. Il est affecté ensuite au 6e Infanterie-Regiment à Mecklenburg. En octobre 1928, il est affecté à l'état-major de l' Infanterieführer II près de Schwerin, où il est promu Major, commandant, en février 1929. De nouveau affecté au 8e Infanterie-Regiment en octobre 1930, le commandant Schaefer est nommé à la tête du IIe bataillon du 8e Infanterie-Regiment à Görlitz. Promu Oberstleutnant, lieutenant-colonel, en juillet 1933, Schaefer est nommé commandant du camp militaire de Heuberg. Intégré à la nouvelle Wehrmacht en octobre 1934, Hermann Schaefer est promu Oberst, colonel, en juin 1935. En décembre 1935, le colonel Schaefer est nommé commandant du 22e Infanterie-Regiment à Gumbinnen. Il prend ensuite la tête du 80e Infanterie-Regiment à Coblence, en octobre 1936. En octobre 1937, il prend le commandement de la place de Cassel. En février 1939, il est inscrit Charakter als Generalmajor, pouvant faire fonction de général de brigade.

### Seconde guerre mondiale
Lorsque la Seconde Guerre mondiale éclate Hermann Schaefer est commandant de Cassel. Le 10 septembre 1939, il est affecté à l'état-major de la 10e armée allemande, qui participe à la campagne de Pologne. En février 1941, Hermann Schaefer est confirmé dans son grade de Generalmajor, général de brigade. En 1943, Schaefer est de nouveau affecté à l'état-major de la 10e armée. Fin mai 1944, le général Schaefer est versé dans la Führerreserve. Le 15 août 1944, alors que le débarquement de Provence se déroule dans le Var, le général Schaefer est rappelé pour un mois à la tête de la Feldkommandantur 589. Compte tenu de l’avance des Alliés en France, Schaefer est placé de nouveau dans la Führerreserve un mois plus tard. Le 31 janvier 1945, le général Schaefer est officiellement retiré des cadres actifs de la Wehrmacht.
Hermann Schaefer décédera le 13 février 1962, à Wyk auf Föhr, dans le land du Schleswig-Holstein.

## Sources
- (de) Biographie d'Hermann Schaefer sur Lexikon-der-wehrmacht.de.